# Hoplolabis (Parilisia) pontica
Hoplolabis (Parilisia) pontica is een tweevleugelige uit de familie steltmuggen (Limoniidae). De soort komt voor in het Palearctisch gebied.